# EBS TV 고교 2학년 국어
EBS TV 고교 2학년 국어는 EBS 위성 1TV에서 방송되었던 고2 내신 강의 프로그램이다.